# Marcella Mancini
Marcella Mancini (Ascoli Piceno, 5 settembre 1971) è una maratoneta italiana, vincitrice della maratona di Milano nel 2011, ormai alla soglia dei 40 anni.

## Biografia
Ha cominciato ad ottenere buoni successi internazionali, dopo il 35º anno d'ètà, a partire dalla vittoria in Coppa Europa di maratona nel corso dei campionati europei di Göteborg 2006. In precedenza, tuttavia, aveva già vinto per tre volte la maratona di Sant'Antonio, a Padova.

## Palmarès
| Anno | Manifestazione     | Sede     | Evento         | Risultato | Prestazione | Note  |
| ---- | ------------------ | -------- | -------------- | --------- | ----------- | ----- |
| 2006 | Campionati europei | Göteborg | Maratona       | 5º posto  | 2h40'47"    |       |
| 2006 | Campionati europei | Göteborg | Gara a squadre | Oro       | 2h31'15"    | [ 3 ] |

## Altre competizioni internazionali
2003
- Oro alla Padova Marathon ( Padova) - 2h36'14"

2006
- Oro alla Padova Marathon ( Padova) - 2h34'52"

2008
- Bronzo alla Maratona di Firenze ( Firenze), maratona - 2h36"30
- Oro alla Padova Marathon ( Padova) - 2h35'24"

2009
- Argento alla Maratona d'Italia ( Carpi), maratona - 2h36"53

2011
- Oro alla Maratona di Milano ( Milano), maratona - 2h30"51

## Campionati nazionali
La Mancini è stata due volte campionessa italiana assoluta di maratona
2006
- ai Campionati italiani assoluti, maratona - 2h34'52 [4]

2010
- ai Campionati italiani assoluti, maratona - 2h37'23 [5]